# Геометричне місце точок

Кожна крива на цьому малюнку є геометричним місцем точок, що визначаються як конхоїдою точки P і прямої l. В цьому прикладі, P знаходиться в 8 см від l.

Геометри́чне мі́сце то́чок (ГМТ) — мовне означення в математиці, вживане для визначення геометричної фігури як множини точок, що володіють деякою властивістю.

## Історія та філософія
До початку 20-го сторіччя геометричну форму (наприклад, криву) не розглядали як нескінчену множину точок; скоріше її розглядали як об'єкт, на якому може бути розташована точка, або на якому ця точка переміщується. Таким чином коло в Евклідовій площині було визначене як геометричне місце точки, яка знаходиться на заданій відстані фіксованої точки, центрі кола. У сучасній математиці подібні поняття частіш повторно формулюються в описанні форми як наборів; наприклад, хтось говорить, що коло — множина точок, які знаходяться на заданій відстані від центра. На відміну від теоретико — множинного уявлення, старе формулювання уникає розглядання нескінченних наборів, оскільки уникання фактичної нескінченності було важливим філософським положенням більш ранніх математиків.
Як тільки теорія множин стала універсальним фундаментом, на якому була збудована ціла математика, термін геометричного місця точок став досить старомодним. Проте, слово все ще широко використовується, в основному для короткого формулювання, наприклад:
- Критичне місце точок, набір критичних точок для функції, що диференціюється
- Виключне місце точок, набір особливих точок алгебраїчного многовиду
- Місце точок зв’язності[en], підмножина набору параметра сімейства раціональних функцій, для яких підключена множина функцій Жюліа.

В останній час методи, такі як теорія схем і використання теорії категорії замість теорії множин, для надання основ математики, повернулися до понять більш схожих на оригінальне визначення геометричного місця точок, як самого по собі, ніж як множини точок.

## Формальне визначення
У загальному випадку, геометричне місце точок формулюється параметричним предикатом, аргументом якого є точка даного лінійного простору. Параметри предиката можуть носити різний тип. Предикат називається детермінантою геометричного місця точок. Параметри предиката називаються диференціалами геометричного місця точок (не плутати з диференціалом в аналізі).
Роль диференціалів полягає у введенні видових відмінностей у фігуру. Кількість диференціалів може бути будь-якою; диференціалів може й зовсім не бути.
Якщо задані детермінант {\displaystyle P(M,\;a,\;b,\;c,\;\ldots )}, де {\displaystyle M} — точка, {\displaystyle a,\;b,\;c,\;\ldots } — диференціали, то шукану фігуру {\displaystyle A} задають у вигляді: «{\displaystyle A} — геометричне місце точок {\displaystyle M}, таких, що {\displaystyle P(M,\;a,\;b,\;c,\;\ldots )}». Далі звичайно вказується роль диференціалів, їм даються назви щодо даної конкретної фігури. Під власне фігурою розуміють сукупність (множину) точок {\displaystyle M}, для яких для кожного конкретного набору значень {\displaystyle a,\;b,\;c,\;\ldots } висловлювання {\displaystyle P(M,\;a,\;b,\;c,\;\ldots )} перетворюється в тотожність. Кожен конкретний набір значень диференціалів визначає окрему фігуру, кожну з яких і всіх їх у сукупності іменують назвою фігури, яка задається через геометричне місце точок.
У словесному формулюванні предикативне висловлювання озвучують літературно, тобто із залученням різного роду зворотів з метою милозвучності. Іноді, у випадку простих детермінантів, взагалі обходяться без буквених позначень.
Приклад: параболу задамо як множину всіх таких точок {\displaystyle M}, що відстань від {\displaystyle M} до точки {\displaystyle F} дорівнює відстані від {\displaystyle M} до прямої {\displaystyle l}. Тоді диференціали параболи — {\displaystyle F} і {\displaystyle l}; детермінант — предикат {\displaystyle P(M,\;F,\;l)=(\rho (M,\;F)=\rho _{l}(M,\;l))}, де {\displaystyle \rho } — відстань між двома точками (метрика), {\displaystyle \rho _{l}} — відстань від точки до прямої. І кажуть: «Парабола — геометричне місце точок {\displaystyle M}, рівновіддалених від точки {\displaystyle F} і прямої {\displaystyle l}. Точку {\displaystyle F} називають фокусом параболи, а пряму {\displaystyle l} — директрисою».

## Приклади на геометричній площині
Приклади на геометричній площині включають:
- Множина точок, рівновіддалена від двох точок, є серединним перпендикуляром до відрізку, що з'єднує дві точки.[6]
- Множина точок, рівновіддалена від двох прямих, що перетинаються — бісектриса.
- Парабола: множина точок, рівновіддалене від єдиної точки (фокус) і прямої (директриса).
- Коло: множина точок, для якого відстань від єдиної точки постійна (радіус). Множина точок, для кожної з яких відношення відстаней до двох даних фокусів — додатня константа (яка не дорівнює 1) згадується як коло Аполлонія[en].
- Гіпербола: множина точок, для кожної з яких абсолютна величина різниці між відстанями до двох даними фокусів — константа.
- Еліпс: множина точок, для кожної з яких сума відстаней до двох даних фокусів — константа. Коло — особливий випадок, в якому ці два фокуси збігаються один з одним.

Інші приклади ГМТ з'являються в різноманітних галузях математики. Наприклад, у комплексній динаміці, множина Мандельброта є підмножиною комплексної площини, яка може бути охарактеризована як місце точок зв'язності сімейства поліномних карт.

## Доведення ГМТ
Щоб довести що геометрична фігура — правильне ГМТ для даного набору умов, зазвичай ділять доказ на два етапи:
- Довести, що всі точки, які задовольняють умови, знаходяться на даній фігурі.
- Довести, що всі точки на цій фігурі задовольняють умови.

## Приклади

### Перший приклад

(відстань PA) = 3.(відстань PB)

Знаходимо ГМТ точок P, які мають задане відношення відстаней k = d1/d2 для двох заданих точок.

У цьому прикладі обрано за фіксовані точки k= 3, A(-1,0) and B(0,2).
P(x, y) це точка ГМТ
{\displaystyle \Leftrightarrow |PA|=3|PB|}
{\displaystyle \Leftrightarrow |PA|^{2}=9|PB|^{2}}
{\displaystyle \Leftrightarrow (x+1)^{2}+(y-0)^{2}=9(x-0)^{2}+9(y-2)^{2}}
{\displaystyle \Leftrightarrow 8(x^{2}+y^{2})-2x-36y+35=0}
{\displaystyle \Leftrightarrow \left(x-{\frac {1}{8}}\right)^{2}+\left(y-{\frac {9}{4}}\right)^{2}={\frac {45}{64}}}
Це рівняння представляє коло з центром (1/8, 9/4) та радіусом {\displaystyle {\frac {3}{8}}{\sqrt {5}}}. Це — коло Аполлонія визначене значеннями k, A, B.

### Другий приклад

ГМТ у точці C

У трикутника ABC є фіксована сторона [AB] з довжиною c. Ми визначаємо ГМТ третьої вершини C таким чином, що медіани від A і C ортогональні.
Ми обираємо ортонормовану систему координат, таким чином що A (-c / 2,0), B (c / 2,0). C (x, y) — змінна третя вершина. Центр [BC] є M ((2x + c) / 4, y / 2). У медіани від C має нахил y / x. Медіана AM має нахил 2y / (2x + 3c).

Геометричне місце точок — коло

C(x, y) — точка ГМТ
{\displaystyle \Leftrightarrow } Медіани A та C ортогональні
{\displaystyle \Leftrightarrow {\frac {y}{x}}\cdot {\frac {2y}{2x+3c}}=-1}
{\displaystyle \Leftrightarrow 2y^{2}+2x^{2}+3cx=0}
{\displaystyle \Leftrightarrow x^{2}+y^{2}+(3c/2)x=0}
{\displaystyle \Leftrightarrow (x+3c/4)^{2}+y^{2}=9c^{2}/16}

### Третій приклад

Точка перетину зв'язаних ліній k and l, що описують коло

ГМТ може також бути визначено двома пов'язаними кривими в залежності від одного загального параметра. Якщо параметр вар'юється, точки перетину пов'язаних кривих описують ГМТ.
У фігурі, точки K і L — фіксовані точки на даній прямій m. Пряма k є рухомою прямою, яка проходить через K. Пряма l проходить через L перпендикулярно прямій  k. Кут {\displaystyle \alpha } між k і m є параметром. K і l — пов'язані прямі в залежності від спільного параметра. Точка S — точка перетину k і l описує коло. Це коло — ГМТ точки перетину двох пов'язаних прямих.

### Четвертий приклад
ГМТ точок не повинне бути одновимірним (як коло, пряма тощо). Наприклад, ГМТ нерівності {\displaystyle 2x+3y-6<0} є частиною площини, яка під прямою {\displaystyle 2x+3y-6=0}.